# Métro léger de Minneapolis
Pour les articles homonymes, voir Hiawatha.

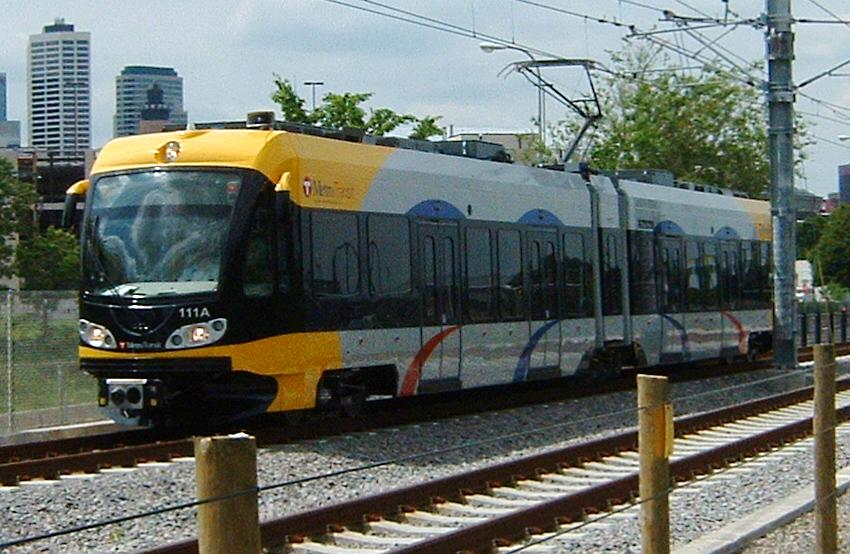
La Hiawatha Line à la station Cedar-Riverside

Le Métro léger de Minneapolis (ou METRO Blue line (« ligne Bleue »), anciennement Hiawatha Line (« ligne Hiawatha »)) est une ligne de métro léger à Minneapolis, au Minnesota, États-Unis. La ligne est gérée par l'organisation Metro Transit, qui gère également les autobus dans l'agglomération des Twin Cities, y compris à Saint Paul. Elle est longue de 18,7 km et a 17 stations, entre le centre-ville de Minneapolis et la banlieue sud de Bloomington.

## Histoire
La ligne Hiawatha a été inaugurée le 26 juin 2004 entre la station Warehouse District/Hennepin Avenue, dans le centre-ville de Minneapolis, et la station Fort Snelling, avec 12,8 km et 12 stations. Elle fut prolongée vers le sud le 4 décembre 2004 de la station Fort Snelling à la station Mall of America, avec 5,8 km et 5 stations. L'extension dessert l'aéroport international de Minneapolis-Saint-Paul et le Mall of America.

## Matériel roulant
Le matériel roulant de la ligne Hiawatha est le Bombardier Flexity Swift par la compagnie québécoise Bombardier Transport.

## Ligne Bleue

### Stations
- Target Field
- Warehouse District/Hennepin Avenue
- Nicollet Mall
- Government Plaza
- Downtown East/Metrodome
- Cedar-Riverside
- Franklin Avenue
- Lake Street/Midtown
- 38th Street
- 46th Street
- 50th Street/Minnehaha Park
- VA Medical Center
- Fort Snelling
- Airport Lindbergh Terminal
- Airport Humphrey Terminal
- American Boulevard
- Bloomington Central
- 28th Avenue
- Mall of America

## Ligne Verte
La METRO Green Line (« ligne Verte ») est une ligne longue de 17,7 km entre le centre-ville de Minneapolis et le centre-ville de Saint Paul via l'Université du Minnesota et l'édifice de la capitale de Minnesota. Elle a été inaugurée le 14 juin 2014.

### Stations
- Target Field
- Warehouse District / Hennepin Avenue
- Nicollet Mall
- Government Plaza
- U.S. Bank Stadium
- West Bank
- East Bank
- Stadium Village
- Prospect Park
- Westgate
- Raymond Avenue
- Fairview Avenue
- Snelling Avenue
- Hamline Avenue
- Lexington Parkway
- Victoria Street
- Dale Street
- Western Avenue
- Capitol/Rice Street
- Robert Street
- 10th Street
- Central
- Union depot

## Projet
Un autre projet du métro léger à Minneapolis-Saint Paul qui est en construction est :
- Le Southwest Corridor, une ligne de Minneapolis à les banlieues sud-ouest des Twin Cities, Saint Louis Park, Hopkins, Minnetonka, et Eden Prairie.